# 佐藤寛次

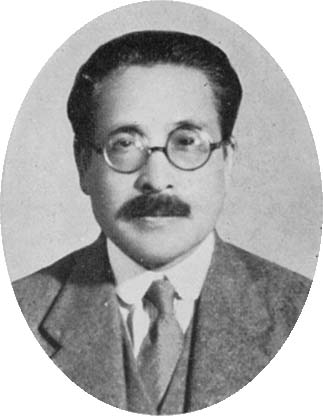
佐藤寛次

佐藤 寛次（さとう かんじ、1879年1月26日 - 1967年5月31日）は、明治・大正期の農学者、農業教育者。農学博士。専攻は農業経済学。東京農業大学第3代学長。

## 経歴
古海三次の三男として山形県米沢市に生まれる。
米沢中学（現山形県立米沢興譲館高等学校）入学の年、富農の佐藤文太郎に見込まれて養子となり、近代農業の可能性を感得して農学を志し、1904年、東京帝国大学農科大学を首席で卒業した。
帝国大学大学院で農業経済学研究のかたわら、全国農事会（帝国農会の前身）で加納久宜幹事長のもとに会誌『中央農事報』の編集に当たり、プラット『英国農業組織論』やピョートル『田園・工場・仕事場』などを紹介した。
佐藤の本領は教育家であって、東京帝国大学教授となり、定年退職するまで、農学者・横井時敬を継いで農学部附属農業教員養成所主事となった（1938年農学部長在任時には長與又郎総長の辞任後、後任の平賀譲総長就任まで総長事務取扱を務めた）。東大退職後は横井の育て上げた東京農業大学学長兼理事長として農業教育の発展に尽くした。このほかに、大日本農会会長、帝国農会特別議員、日本農学会会長、農林中央金庫監事なども務めた。
また、『協同組合事典』の監修にも当たった。主著に『改訂信用組合論』『日本産業組合史』などがある。

## 栄典
- 1935年（昭和10年）4月10日 - 勲二等瑞宝章[2]